# Voetbalbond van Hamburg-Altona
De voetbalbond van Hamburg-Altona (Duits: Hamburg-Altonaer Fußball-Bund) was een regionale voetbalbond uit de Noord-Duitse steden Hamburg en Altona. In deze tijd was Altona nog een zelfstandige Pruisische grootstad, die echter in 1938 een stadsdeel van Hamburg werd. De voetbalbond was de vijfde oudste bond in het Duitse Keizerrijk.

## Geschiedenis
Op 20 oktober 1894 werd de Hamburg-Altonaer Fußball- und Cricket Bund opgericht door Hermann Hambrock (Altonaer FC 1893), Wilhelm Schaaf en Bruno Krutisch (Hamburger FC 1888), Henry Pape (Hamburger FC Association 1893) en Stuhlmann sen. (Borgfelder FC 1894) met de bedoeling een competitie te organiseren voor beide steden. Later dat jaar werd ook nog SC Germania 1887 nog lid. In februari 1897 werd het woord cricket uit de naam van de bond weggelaten omdat deze sport zich, buiten in de rijkshoofdstad Berlijn, niet verder ontwikkelde.
Reeds begin jaren tachtig van de negentiende eeuw werden er al voetbalwedstrijden gespeeld in Hamburg door de daar aanwezige Britten, maar het duurde tot 1887 vooraleer een eerste voetbalclub opgericht werd. 
In 1894/95 werden er enkel vriendschappelijke wedstrijden gespeeld omdat er geen geschikt terrein gevonden werd om de competitie te organiseren. De competitie ging van start in de zomer van 1895. Op 1 september 1895 werd de eerste wedstrijd met inzet gespeeld in de Hanzestad. Altonaer FC verloor met 0-5 van FC Association. Het was ook de eerste competitiewedstrijd in Duitsland die buiten de hoofdstad gespeeld werd. SC Germania dat een team opstelde met voornamelijk Britten, die het spel goed kenden, werd met vlag en wimpel kampioen en had zelfs 8 punten voorsprong op nummer twee HFC 1888.  
Het volgende seizoen meldden zich nog drie extra teams aan. Association 1893 moest zich na 7 wedstrijden terugtrekken uit de competitie omdat een aantal spelers de club verlaten hadden. Vanaf 1897/98 werd er ook een tweede klasse gespeeld met vijf reserveteams van de eersteklassers.
In het Duitse Rijk bestonden er nog geen algemene voetbalregels. Regionaal verschilden de regels weleens. Zo werd er bijvoorbeeld in sommige bonden wedstrijden gespeeld van twee keer 40 minuten in plaats van 45 of er waren geen strafschoppen. Op 21 maart 1897 was de HAFB de eerste bond die de regels overnam van de Engelse voetbalbond (The Football Association). 
Zoals in wel meer bonden kwam het ook weleens tot een onenigheid. HFC 1888 stapte na de heenronde van het seizoen 1897/98 op en kwam in het voorjaar van 1900 terug om in 1901 opnieuw op te stappen. 
Op 4 juni 1899 werd voor het eerst interregionaal gevoetbald. Een team van de beste spelers van Hamburg en Altona nam het op tegen een team uit Berlijn en Hamburg won met 6-1 voor 5.000 toeschouwers, wat een groot aantal was in deze tijd. Vanaf 1903 nam de kampioen deel aan de eindronde om de Duitse landstitel.
In 1902 kreeg de bond concurrentie van de Verband Hamburg-Altonaer Fußballclubs, dat slechts even bestond. 
Onder druk van de Duitse voetbalbond verenigden de zeven voetbalbonden uit Noord-Duitsland zich tot de Noord-Duitse voetbalbond op 15 april 1905. De stadsbonden waren aanvankelijk echter niet tevreden en bleven hun competitie organiseren. De kampioen ging wel naar de Noord-Duitse eindronde, omdat dat de enige manier was om naar de nationale eindronde door te stoten. 
De bond bleef nog bestaan tot 21 augustus 1907 toen ze helemaal opging in de Noord-Duitse voetbalbond.